# Phocibidion pulcherrimum
Phocibidion pulcherrimum là một loài bọ cánh cứng trong họ Cerambycidae.